# Jacques Chantrel
Charles Jacques Marie Joseph Chantrel, auch Jacques Chanterelle (* 23. März 1902 in Paris; † 24. Januar 1971 in Pessac) war ein französischer Autorennfahrer.

## Karriere als Rennfahrer
Jacques Chantrel bestritt 1927 als Werksfahrer von Automobiles Th. Schneider SA zwei 24-Stunden-Rennen. Nach einem Unfall beim 24-Stunden-Rennen von Le Mans, schied er auch beim 24-Stunden-Rennen von Paris auf dem Autodrome de Linas-Montlhéry aus.

## Statistik

### Le-Mans-Ergebnisse
| Jahr | Team                         | Fahrzeug                    | Teamkollege  | Platzierung | Ausfallgrund |
| ---- | ---------------------------- | --------------------------- | ------------ | ----------- | ------------ |
| 1927 | Automobiles Th. Schneider SA | Théo Schneider 25SP Le Mans | René Schiltz | Ausfall     | Unfall       |